# Арканзас (ријека)
Арканзас (енгл. Arkansas River) је ријека која протиче кроз САД. Дуга је 2.322 km. Протиче кроз америчке савезне државе Колорадо, Канзас, Оклахому и Арканзас. Улива се у Мисисипи.
Ријека Арканзас је једна од главних притока ријеке Мисисипи. Ријека тече углавном у смјеру на исток и југоисток. Арканзас је шеста најдужа ријека у САД, друга највећа притока Мисисипи-Мисури ријечног система, те 45. најдужа ријека на свијету. Извире у Стјеновитим планинама Колорада, близу Лидвила. Слив ријеке Арканзас покрива 414.910 km². По количини воде ријека Арканзас је мања од ријека Мисури и Охајо, просјек 240 m3/.
Иначе, изговор имена ријеке Арканзас није свугдје исти. У Канзасу изговарају , док у држави Арканзас  по закону из 1881.). Људи у јужним државама изговарају .
Важни градови уз ријеку Арканзас су: Пуебло, Вичита, Талса, Форт Смит и Литл Рок .
Многа америчка домородачка племена су живјела уз ријеку Арканзас. Први Европљани који су видјели ријеку, били су чланови експедиције Франциска Васкеза де Коронада 29. јуна 1541. године.
Исто тако, тих 1540-их година, истраживач Ернандо де Сото је открио ушће Арканзаса у Мисисипи.
Од 1819. па до Америчко–мексичког рата 1846. године, ријека Арканзас је била дио границе између шпанског Мексика и Сједињених држава Америке,